# ГЕС Сяогушань
ГЕС Сяогушань (小孤山水电站) — гідроелектростанція у північній частині Китаю в провінції Ганьсу. Знаходячись між ГЕС Даогушань (вище по течії) та ГЕС Лонгшоу II, входить до складу каскаду на річці Жошуй (Хейхе), котра стікає до безсточного басейну на північ від гір Наньшань.
В межах проекту річку перекрили бетонною греблею висотою 28 метрів та довжиною 73 метра. Вона утримує водосховище з об’ємом 1,4 млн м3 та припустимим коливанням рівня поверхні у операційному режимі між позначками 2049 та 2060 метрів НРМ (під час повені може зростати до 2061,5 метра НРМ).
Зі сховища через правобережний гірський масив прокладено дериваційний тунель довжиною 9 км з діаметром 5,8 метра. Він транспортує ресурс для трьох турбін типу Френсіс – двох потужністю по 40 МВт та однієї з показником у 22 МВт. Вони використовують напір у 117 метрів та забезпечують виробництво 380 млн кВт-год електроенергії на рік.